# Eisenbahnbrücke Bremgarten

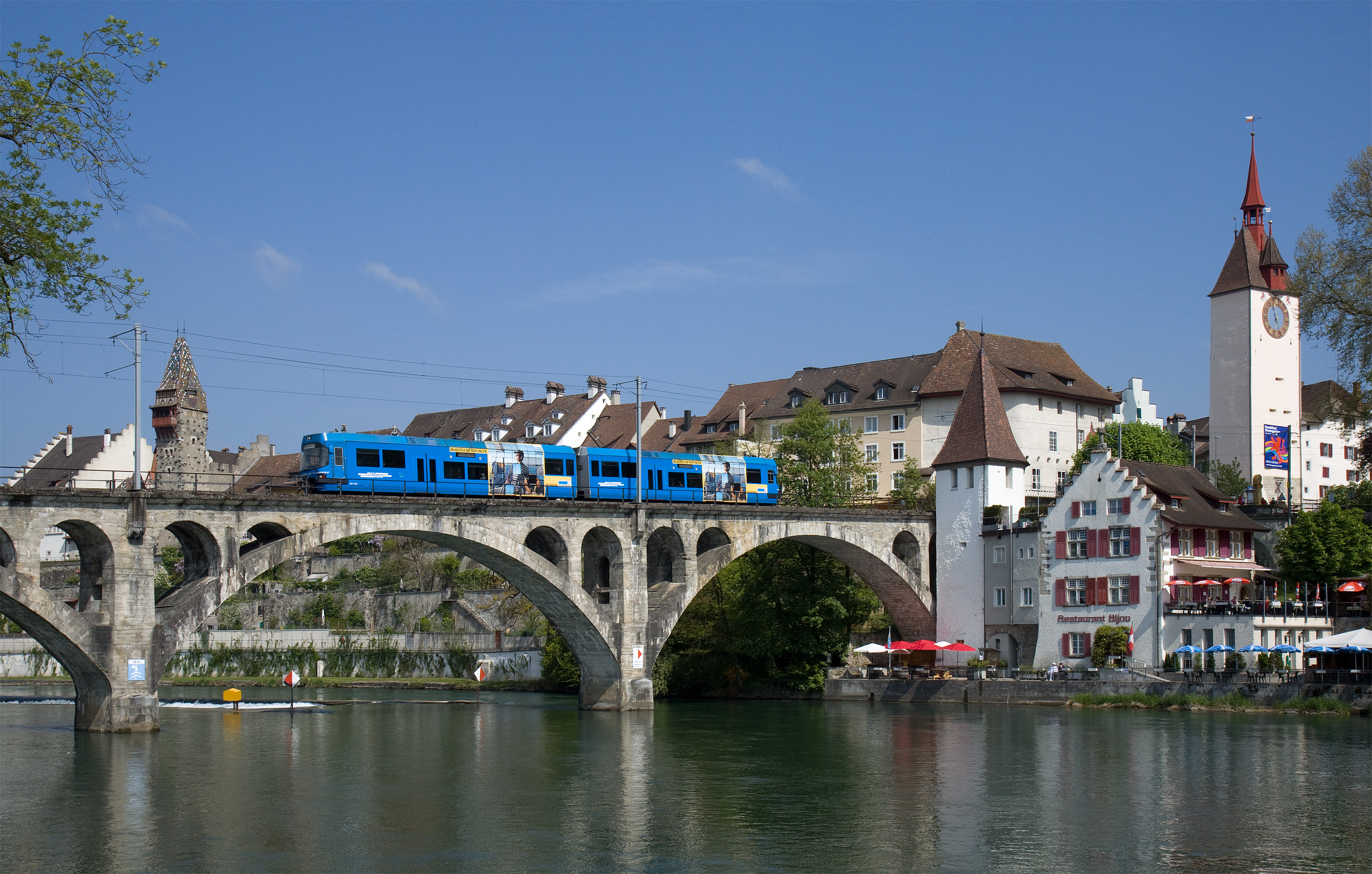
Triebwagen des Typs Be 4/8 der Bremgarten-Dietikon-Bahn auf der Bremgarter Eisenbahnbrücke; am rechten Bildrand der Spittelturm

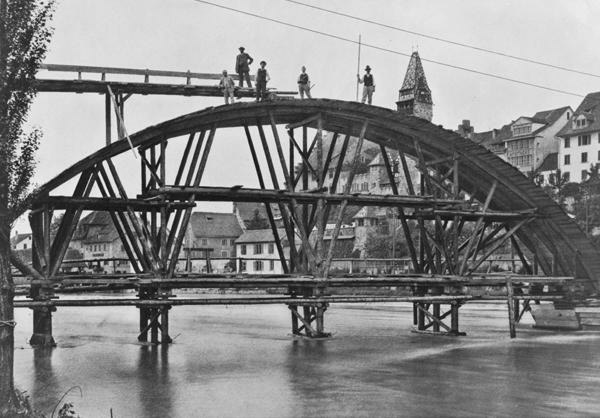
Bauarbeiten im Jahr 1911

Die Eisenbahnbrücke auf einem Plakat von Plinio Colombi, 1912

Die Eisenbahnbrücke Bremgarten ist eine eingleisige Eisenbahnbrücke in Bremgarten in der Schweiz. Die dreifeldrige, aus Beton gefertigte Bogenbrücke überspannt auf einer Länge von 156 Metern die Reuss. Sie bildet seit 1912 einen Teil der Meterspurstrecke der Bremgarten-Dietikon-Bahn (BD) und liegt zwischen den Haltestellen Isenlauf auf der Süd- und Obertor auf der Nordseite. Das Trassee weist in Richtung Norden ein konstantes Gefälle von 4,5 % auf.

## Geschichte
Die Bahnstrecke von Wohlen über Bremgarten nach Dietikon war zu Beginn zweigeteilt. Als Erstes war am 1. September 1876 die normalspurige Wohlen-Bremgarten-Bahn eröffnet worden, ein Abzweig der Aargauischen Südbahn. Der Endbahnhof Bremgarten West lag jedoch weit ausserhalb des Stadtzentrums und es fehlte eine Bahnverbindung in Richtung Zürich. Aus diesem Grund entstand ein Vierteljahrhundert später eine elektrische Strassenbahn nach Dietikon, die am Obertor ihren Ausgangspunkt hatte und am 1. Mai 1902 eröffnet wurde.
Auf den Bau des fehlenden Teilstücks zwischen Bremgarten West und Obertor verzichtete man vorerst, aufgrund der hohen Baukosten für eine Brücke. Die BD plante zunächst eine Streckenführung durch die engen Altstadtgassen, die aber verschiedene Nachteile hatte: Einen längeren Umweg, ein über 9 % steiles Gefälle und den notwendigen Ersatz der gedeckten Holzbrücke durch eine neue Steinbrücke. Schliesslich setzte sich jedoch die direkte Streckenführung mit einer neu zu erstellenden Brücke durch.
Aus dem Projektwettbewerb ging die Firma Locher & Cie als Siegerin hervor. Nachdem der Verwaltungsrat die Aufnahme einer Anleihe beschlossen hatte und das Bauprojekt von den kantonalen Behörden genehmigt worden war, begannen im Februar 1911 die Bauarbeiten. Das auf 700'000 Franken veranschlagte Projekt umfasste auch den Einbau eines zusätzlichen Meterspurgleises auf der Strecke Wohlen–Bremgarten und deren Elektrifizierung. Die Fertigstellung verzögerte sich um vier Monate, die Baukosten stiegen auf 1,467 Millionen Franken an. Der durchgehende Betrieb zwischen Wohlen und Dietikon konnte schliesslich am 8. Februar 1912 aufgenommen werden.
Nach fast hundert Jahren Betrieb war eine umfassende Sanierung notwendig geworden. Als Vorbereitungsmassnahme untersuchte man 2008 die unter Wasser liegenden Teile der Brückenpfeiler auf mögliche Schäden. Der Zustand wurde als gut beurteilt, kleinere Schäden hatten keinen Einfluss auf die Statik des Bauwerks. Nach der Planungseinage im Jahr 2009 erteilte das Bundesamt für Verkehr 2010 die Sanierungsbewilligung. Die Arbeiten fanden von Januar bis Oktober 2011 statt und kosteten 7,8 Millionen Franken; während dieser Zeit ruhte der Bahnverkehr an Wochenenden.